# 더중앙플러스

더중앙플러스(The JoongAng Plus)는 대한민국의 일간지인 중앙일보가 운영하는 디지털 유료 콘텐츠 플랫폼으로, 2022년 10월 11일 정식 출시되었다. 중앙일보는 이를 통해 심층 기사와 프리미엄 콘텐츠를 디지털에서 유료로 제공하는 수익 다변화 전략을 본격적으로 시작했다.

## 개요
더중앙플러스는 ‘팩플’, ‘글로벌머니’, ‘앤츠랩’, ‘헬로 페어런츠’, ‘쿠킹’, ‘골프 인사이드’ 등 다양한 전문 주제의 콘텐츠 채널을 운영하고 있으며, 총 30여 개 이상의 브랜드가 존재한다.
텍스트 중심에서 영상 및 인터랙티브 콘텐츠까지 확장하며 콘텐츠의 깊이와 다양성을 추구하고 있다.

## 요금제
더중앙플러스는 기본형(Basic)부터 뉴욕 타임스 및 폴인(Fol:IN) 등과의 번들형 요금제를 함께 제공한다.
- 베이식 (Basic): 월 15,000원 (프로모션가 9,000원)
- 베이식 & 중앙일보 패키지: 월 25,000원
- 베이식 & NYT 번들: 연 194,000원
- 베이식 & 폴인 번들: 연 189,000원

## 추진 전략
더중앙플러스는 단순 유료화에 그치지 않고 다음과 같은 디지털 전환 전략을 함께 추진하였다.
- JAM이라는 자체 CMS 도입
- 독자 로그인, 과금, 데이터 분석 시스템 전면 도입
- 기자 보상 시스템 개편 및 제품 중심 사고 도입
- 지면-디지털-프리미엄 콘텐츠를 포괄하는 ‘뉴스룸 통합 모델’ 운영

## 평가
플랫폼은 2025년 기준 누적 10만 명의 구독자를 돌파하며 유의미한 성과를 냈지만, 여러 과제도 지적되었다.

### 긍정적 평가
- 한국 언론 최초의 유료 콘텐츠 플랫폼 중 하나로 평가됨
- 디지털 인프라 투자와 CMS 구축, 내부 혁신 등에서 높은 점수

### 비판 및 과제
- 기자의 업무 과중 (지면 + 디지털 + 유료 콘텐츠)
- 콘텐츠의 사용자 맞춤화와 추천 큐레이션 미흡
- 사용자 유지율, 이탈률 등에 대한 통계 공개 부족